# Libellula mariae
Libellula mariae là loài chuồn chuồn trong họ Libellulidae. Loài này được Garrison miêu tả khoa học đầu tiên năm 1992.